# Asaphidion alaskanum
Asaphidion alaskanum är en skalbaggsart som beskrevs av Henry Frederick Wickham. Asaphidion alaskanum ingår i släktet Asaphidion och familjen jordlöpare. Inga underarter finns listade i Catalogue of Life.

## Bildgalleri

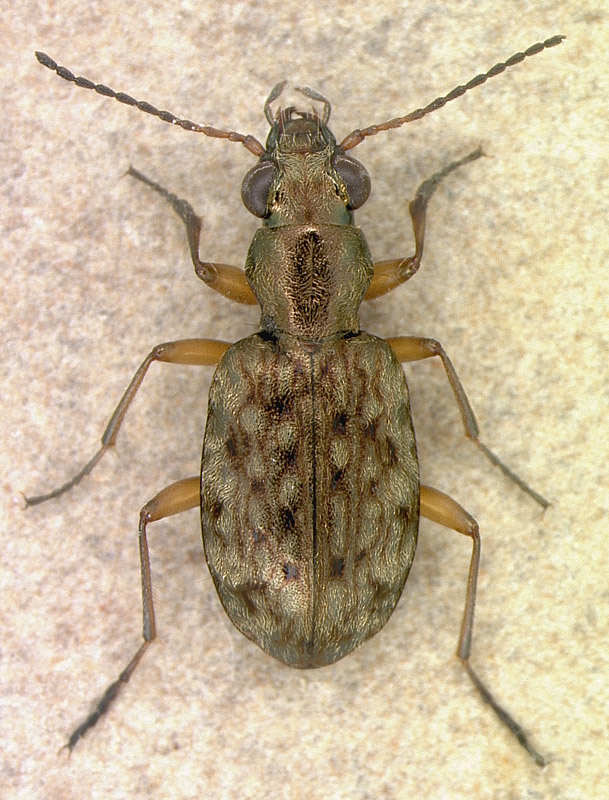